# Scopula intersecta
Scopula intersecta là một loài bướm đêm trong họ Geometridae.